# Tour de Porto
La tour de Porto (en corse : torra di Portu) est une tour génoise située dans la commune de Ota, dans le département français de la Corse-du-Sud.

## Protection
La tour de Porto est inscrite monument historique par arrêté du 22 juin 1946.